# Mizen Head
Mizen Head (iriska: Carn Uí Néid) är Irlands sydvästligaste punkt. Den ligger i den västra delen av grevskapet Cork och är en mycket populär turistattraktion.